# Lale Buttress
Lale Buttress (englisch; bulgarisch Рид Лале Rid Lale) ist ein 1850 m hoher und vereister Berg auf der Nordwestseite des Detroit-Plateaus an der Davis-Küste des Grahamlands auf der Antarktischen Halbinsel. Er ragt 7,3 km östlich des Mount Ader, 26,4 km südöstlich des Kap Andreas, 19,97 km südwestlich des Matov Peak und 24,06 km nordwestlich des Darzalas Peak zwischen Nebengletschern des Wright-Piedmont-Gletschers auf. Seine steilen Südwest-, Nordwest- und Nordosthänge sind teilweise unvereist.
Britische Wissenschaftler kartierten ihn 1978. Die bulgarische Kommission für Antarktische Geographische Namen benannte ihn 2014 nach der Ortschaft Lale im Süden Bulgariens.